# Brevirostrum coei
Brevirostrum coei là một loài ruồi trong họ Asilidae. Brevirostrum coei được Oldroyd miêu tả năm 1964. Loài này phân bố ở miền Ấn Độ - Mã Lai.